# L'evocazione - The Conjuring
L'evocazione - The Conjuring (The Conjuring) è un film del 2013 diretto da James Wan.
Primo capitolo di una serie cinematografica, si tratta di un horror soprannaturale basato sui racconti della coppia di ricercatori del paranormale Ed e Lorraine Warren riguardo ad alcuni casi di cui si erano occupati, i quali in precedenza avevano già ispirato film come Amityville Horror e The Haunting in Connecticut. La trama, ambientata nel 1971 nel New England, è quindi incentrata sul tentativo dei Warren, interpretati da Patrick Wilson e Vera Farmiga, di aiutare una famiglia da poco trasferitasi in una casa infestata, i Perron, i cui genitori sono impersonati da Lili Taylor e Ron Livingston.
La sceneggiatura è per lo più fedele alle storie narrate dai protagonisti della realtà, ma non mancano discrepanze: ad esempio i Perron rimasero nell'abitazione infestata per 9 anni mentre nel film la loro esperienza è più breve e intensa, inoltre non avvenne alcun tentativo di esorcismo e Bathsheba Sherman, l'antica proprietaria della casa, fu veramente processata e assolta per l'omicidio di un neonato e ritenuta dai concittadini una strega che aveva sacrificato un bambino per Satana però, contrariamente a quanto narrato nel film, morì per cause naturali in età avanzata.
La pellicola, la quale richiama il cinema horror degli anni settanta, è stata accolta positivamente dalla critica specializzata. Costato circa venti milioni di dollari, il film ne ha incassati più di trecento, inducendo i produttori ad avviare lo sviluppo di uno o più sequel, sfruttando le numerose altre vicende in cui sono stati coinvolti i Warren. Nel 2014 è uscito il prequel/spin-off Annabelle; nel 2016 il sequel The Conjuring 2 - Il caso Enfield.
L'edizione home video è stata distribuita con il titolo The Conjuring - L'evocazione.

## Trama
(Carolyn chiedendo aiuto ai Warren)
Harrisville, Rhode Island, 1968. I famosi demonologi Ed e Lorraine Warren stanno indagando sul caso di Annabelle, una bambola posseduta che starebbe tormentando le infermiere Debbie e Camilla. Le due spiegano che, dopo aver contattato una medium, hanno permesso allo spirito, che affermava di essere una bambina di 7 anni di nome Annabelle Higgins, morta nell'appartamento, di possedere la bambola. Incapaci di sbarazzarsi della bambola poiché i fantasmi diventavano sempre più inquietanti, Debbie e Camilla decisero di rivolgersi disperatamente ai Warren. I Warren poi spiegano come la bambola non sia mai stata veramente posseduta e fosse un canale per uno spirito demoniaco che manipolò Debbie e Camilla in modo che alla fine potesse impossessarsi di uno dei loro corpi.
1971. I coniugi Carolyn e Roger Perron si trasferiscono in un vecchio casolare con le loro cinque figlie: Andrea, Nancy, Christine, Cindy e April. Il primo giorno tutto sembra andare per il meglio, anche se il loro cane Sadie si rifiuta di entrare, e Nancy e Christine, mentre giocano a "battimani", trovano l'ingresso della cantina sprangato. Gli eventi paranormali si verificano sin dalla prima notte: tutti gli orologi della casa si fermano esattamente alle 3:07, Sadie non smette di abbaiare e Carolyn, la mattina dopo, si sveglia con uno strano livido. Inoltre April trova Sadie morta in cortile.
Durante le notti successive i fenomeni si intensificano sempre di più: la temperatura continua ad abbassarsi notevolmente al piano di sopra e numerose fotografie, appese sopra alle scale, vengono buttate giù, proprio alle 3:07. Christine viene tirata per i piedi durante la notte e Carolyn rimane rinchiusa in cantina dopo essere stata attirata dentro da una misteriosa entità. Inoltre, Cindy inizia a soffrire di attacchi di sonnambulismo e Andrea viene attaccata dallo spirito di una donna anziana. April, che il primo giorno nella casa aveva trovato un carillon sotto a un albero, fa amicizia con lo spirito di un bambino, Rory, che tuttavia rifiuta di farsi vedere dagli altri membri della famiglia, eccetto, in alcuni casi, da Cindy.
Carolyn, sempre più spaventata, decide di chiedere aiuto alla coppia di demonologi Ed e Lorraine Warren. Dopo delle indagini preliminari, i Warren spiegano che potrebbe essere necessario un esorcismo, ma che per farlo serve l'autorizzazione della Chiesa cattolica, la quale accetterà solo in presenza di maggiori prove. Indagando sulla storia dell'abitazione, la coppia scopre che il casale apparteneva a una presunta strega, Bathsheba Sherman (parente di Mary Towne Eastey, impiccata dopo un processo perché accusata di stregoneria), la quale si era suicidata impiccandosi all'albero antistante la casa dopo aver tentato di sacrificare suo figlio, professando il suo amore per Satana e maledicendo tutti coloro i quali avrebbero posseduto la sua proprietà. Inoltre i Warren trovano anche resoconti di numerosi omicidi e suicidi avvenuti negli anni in case costruite sul terreno appartenuto alla donna, compreso l'omicidio del piccolo Rory per mano di sua madre, posseduta da Bathsheba e spinta in seguito al suicidio.
Ed e Lorraine ritornano nel casale accompagnati dall’assistente Drew e dallo scettico poliziotto locale Brad. Durante il primo giorno non sembra accadere nulla di strano, ma l'indomani ricominciano a manifestarsi presenze demoniache. Durante la notte, Cindy, ancora sonnambula, entra nella camera della sorella Andrea, con la porta della stanza che si chiude bruscamente dietro di lei. Quando gli adulti entrano nella camera, Ed trova Cindy nascosta in un passaggio segreto dietro l'armadio. Lorraine ispeziona il passaggio e prima trova la corda usata da Bathsheba per impiccarsi, poi cade attraverso il pavimento nella cantina, dove incontra lo spirito della madre di Rory che sorregge il cadavere del figlio. Inoltre, ha una visione del cadavere di Bathsheba.
Mentre Ed e Lorraine riferiscono i fatti alla Chiesa anche la figlia dei Warren, Judy, viene attaccata dalle forze soprannaturali di Bathsheba e dalla bambola spiritata Annabelle, presa in consegna dai Warren durante una precedente indagine. Per fortuna Ed e Lorraine, tornati a casa, arrivano e il padre riesce a salvare la figlia.
La famiglia Perron, dopo che Nancy era stata attaccata da Bathsheba, si è intanto rifugiata in un hotel. Più tardi però Carolyn viene posseduta e ritorna nel casolare portando con sé Christine e April. Saputo quello che è avvenuto, i Warren si affrettano a raggiungerla e trovano Carolyn che cerca di accoltellare Christine mentre Drew e Roger tentano di trattenerla. Dopo che Carolyn viene immobilizzata, Ed decide di esorcizzarla da solo ma la donna, ancora posseduta, si libera e prova a uccidere April. Lorraine riesce però a fermarla, consentendo al marito di completare l'esorcismo.
Rientrati a casa, Lorraine informa Ed che il Vaticano ha approvato l'esorcismo e aggiunge che sono stati chiamati per investigare su un nuovo caso di casa infestata a Long Island.

## Produzione
In diverse interviste Lorraine Warren (nella foto in alto alla presentazione del film) asserì di essere stata una chiaroveggente fin da bambina; dopo aver frequentato una scuola cattolica, in età adulta raccontò di aver cominciato a sfruttare i suoi poteri per cercare di aiutare il prossimo. Nel 1952, insieme con il marito Edward Warren Miney, fondò la New England Society for Psychic Research, organizzazione teologica dedita alla ricerca sul paranormale, cui seguì anche l'apertura di un museo sull'occulto. I due, i quali col tempo acquisirono anche una certa notorietà, investigarano presunti casi soprannaturali per tutta la loro vita, scrivendo anche diversi libri. Senza chiedere compenso, si occuparono di circa 10 000 casi tra gli Stati Uniti e l'Europa, mantenendosi grazie ad altre attività, tra cui quella di speaker universitari. Entrambi cattolici, dichiararono spesso di combattere i demoni con la forza della loro fede, provando a scacciarli «in nome di Dio». La Chiesa Cattolica per diverso tempo sfruttò le loro indagini preliminari per distinguere i casi legati a presenze demoniache, per le quali era opportuna l'azione di un esorcista, da quelli legati ad altri tipi di manifestazioni paranormali.
Ed Warren morì nel 2006, Lorraine invece aveva 86 anni all'uscita del film. Partecipò alla produzione di The Conjuring in qualità di consulente, rendendosi anche protagonista di un breve cameo: appare in una delle scene girate al campus universitario. Nel 2013 viveva in Connecticut con la figlia, il genero e un prete.

### Sceneggiatura
La trama del film, noto anche con il titolo di lavorazione The Warren Files, è ispirata da casi su cui la coppia di investigatori del paranormale Ed e Lorraine Warren ha realmente lavorato prima del più noto caso reso celebre dalla saga cinematografica di Amityville.
L'idea di narrare in un film il caso della famiglia Perron, uno dei tanti con cui hanno avuto a che fare i Warren, fu lanciata dallo stesso Edward Warren circa vent’anni prima dell'inizio della produzione della pellicola, quando si era messo in contatto con il produttore Tony DeRosa-Grund. Dopo aver esaminato alcune registrazioni di Edward, DeRosa-Grund scrisse un primo trattamento intitolato The Conjuring, ma per diversi anni non riuscì a trovare una casa di produzione interessata al progetto. In seguito, tuttavia, trovò la collaborazione del produttore Peter Safran e degli autori Chad e Carey Hayes. Nel 2009 i diritti furono acquistati dalla Summit Entertainment, la quale non rimase però soddisfatta della sceneggiatura dei fratelli Hayes; lo studio indipendente cedette quindi i diritti alla New Line Cinema. Nel mese di giugno 2011 la New Line Cinema confermò l'intenzione di produrre il film, il quale nel frattempo aveva cambiato temporaneamente il titolo di lavorazione in The Warren Files, affidando la direzione del progetto a James Wan, già regista di Saw - L'enigmista e Insidious.
Il trattamento originale scritto da DeRosa-Grund prevedeva che la storia fosse raccontata solo dal punto di vista della famiglia Perron. I fratelli Hayes, invece, scelsero di scrivere la sceneggiatura offrendo la prospettiva di tutte e tre le famiglie protagoniste della pellicola: i Warren, i Perron e quella demoniaca. Inoltre, preferirono che il punto di vista narrativo principale fosse quello dei Warren, in particolare di Lorraine; ciò, per i due autori, avrebbe reso la storia più avvincente e diversa rispetto a quella classica di una famiglia ritrovatasi nella casa sbagliata, già vista in molti film antecedenti. Altro aspetto accattivante della trama, secondo i fratelli Hayes, è rappresentato dal fatto che i protagonisti sono personaggi realmente esistenti.
Per quanto riguarda il tema spirituale affrontato dal film, secondo Chad e Carey Hayes la fede è l'elemento centrale dell'opera. I due spiegarono di aver voluto mostrare come, per quanto si possa essere spaventati dalle oscurità dell'universo, la fede può aiutare e portare sollievo. Se da un lato il film si propone quindi di intrattenere il pubblico spaventandolo, da un altro offre anche un messaggio rassicurante: Dio prevale sempre sul male.

### Regia
(James Wan durante un'intervista sul set)
James Wan spiegò di aver accettato di dirigere il film sia perché voleva tornare a lavorare con un grande studio, sia perché era affascinato dal fatto che la storia fosse basata su eventi realmente accaduti. Inoltre, conosceva già alcune storie sui Warren, ed era molto affascinato dalla loro attività. Il regista scelse di rimanere più fedele possibile alla storia raccontata dai Warren, apportando a tal fine anche alcune modifiche alla sceneggiatura: nella prima versione dei fratelli Hayes i Perron avevano solo due figli, mentre nella versione finale, come nella realtà, ne hanno cinque. Il regista, prima dell'inizio delle riprese, dispose anche un incontro sul set con Lorraine Warren, tuttavia si rifiutò di visitare la vera abitazione al centro delle vicende narrate, a suo dire perché l'idea lo spaventava, in quanto tende a credere a questo genere di storie soprannaturali.
La regia di James Wan fa uso di inquadrature scorrevoli e bruschi cambi di scena; caratteristiche sono le sequenze in cui si passa dalla rappresentazione degli interni agli esterni della casa protagonista, con una serie di dolci zoomate e riprese estese che ricordano lo stile di Robert Altman. In alcune scene nelle quali uno dei personaggi vede un fantasma, questo non viene mostrato allo spettatore, il quale vede solo l'espressione terrorizzata del personaggio; tale senso di invisibilità secondo Wan rende una scena più paurosa, lasciando immaginare al pubblico che cosa il protagonista potrebbe aver visto di tanto raccapricciante. «È quello che credi di vedere attraverso la musica e il design sonoro che realmente ti prende», spiegò il regista, il quale preferì quindi che per buona parte del film le entità demoniache potessero essere solo «percepite», ma non viste. Come sostenuto dallo stesso Wan, la regia si rifà al cinema horror classico, rappresentato da opere come L'esorcista e Amityville Horror, facendo poco uso di effetti visivi.

### Cast
Il casting si svolse tra i mesi di gennaio e febbraio 2012.
(Vera Farmiga parlando del suo personaggio)
- Vera Farmiga interpreta Lorraine Warren. L'attrice rimase molto suggestionata dall'esperienza, affermando di essersi spesso svegliata di notte alle 3:07 per un lungo periodo, anche dopo la fine della produzione[28][29]. Prima delle riprese, insieme con Patrick Wilson, trascorse tre giorni in compagnia di Lorraine presso la sua residenza in Connecticut[30]. Per la Farmiga, la quale rimase molto affascinata da Lorraine, l'aspetto più apprezzabile della trama è rappresentato dalla forte affinità tra i coniugi Warren e dal legame reciprocamente compassionevole creatosi con la famiglia Perron[30]. Lorraine, commentando la sua interpretazione, si disse convinta che l'attrice sia riuscita a trasmettere nel film la sua essenza[30].
- Patrick Wilson interpreta Ed Warren. In un'intervista spiegò come lui e la Farmiga abbiano cercato di interpretare i loro personaggi nel modo più accurato possibile, impegnandosi affinché risultassero audaci e non banali, provando a rappresentare le eccentricità che li caratterizzavano, le quali si riflettevano anche nel modo di vestire[30][31]. L'attore statunitense ebbe occasione di definirsi come un uomo dalla mente aperta, senza però precisare se riteneva vera la storia narrata; affermò tuttavia di credere nella buona fede dei Warren, le cui intenzioni a suo dire erano davvero volte a cercare di aiutare il prossimo[31].
- Lili Taylor interpreta Carolyn Perron. L'attrice era molto scettica riguardo alle storie di fantasmi, comprese le vicende che avrebbe vissuto il suo personaggio nella realtà, pur credendo che Carolyn fosse realmente convinta di aver vissuto le esperienze narrate nel film[32]. La Taylor si disse amante del genere horror, in particolare dei classici come L'esorcista e Rosemary's Baby[32]. Secondo la Taylor, lo stile classico con cui James Wan ha diretto il film ricorda le opere di William Friedkin Il braccio violento della legge e L'esorcista[32]. In particolare, spiegò di apprezzare come Wan sia solito concedere al cast reazioni che altri registi non consentirebbero, poiché considerate inusuali e potenzialmente non del tutto comprensibili da parte del pubblico[32].
- Ron Livingston interpreta Roger Perron. Anche lui apprezzò il modo con cui il regista concesse dello spazio al cast nelle varie interpretazioni; l'attore trovò inoltre molto utile e funzionale la scelta di Wan di girare le scene del film cronologicamente[33]. Livingston elogiò inoltre la scenografia del film, spiegando come la casa rappresenti una sorta di personaggio a sé stante[33].

Le cinque figlie dei Perron sono interpretate da Joey King, Shanley Caswell, Hayley McFarland, Mackenzie Foy e dall'esordiente Kyla Deaver; mentre la figlia dei Warren, Judy, è impersonata da Sterling Jerins. Fanno parte del cast anche Marion Guyot, interprete della nonna di Judy; Steve Coulter nei panni di padre Gordan; Shannon Kook, interprete dell'assistente dei Warren, Drew; e John Brotherton, interprete dello scettico agente di polizia Brad.

### Riprese
Con un budget complessivo di circa venti milioni di dollari, le riprese si svolsero tra i mesi di febbraio e aprile 2012 presso gli studi cinematografici EUE/Screen Gems e nei dintorni di Wilmington, nella Carolina del Nord. Alcune scene furono girate anche presso l'University of North Carolina di Wilmington.
Durante le riprese, oltre a Lorraine Warren, anche Roger Perron e le sue figlie visitarono il set; la moglie Carolyn preferì invece restare lontana dal luogo che rievocava i fatti vissuti diversi decenni prima. Sul set non furono riportati particolari incidenti, tuttavia durante la loro visita, secondo alcuni membri della produzione, i Perron sarebbero stati investiti da un misterioso movimento d'aria, mentre Carolyn, nella sua casa di Atlanta, avvertiva una presenza, cadendo e rompendosi un'anca. Poco dopo, l'hotel dove alloggiava il cast fu evacuato per un principio d'incendio.

### Scenografia
La scenografia fu curata da Julie Berghoff. Dopo aver esaminato molti casali, si decise di costruire la casa infestata da zero, mettendo in piedi una struttura di due piani che occupava oltre 500 metri quadrati. Il paesaggio circostante è invece quello di un'abitazione reale, per la cui rappresentazione il direttore della fotografia costruì un ciclorama di quasi 360 gradi.
Gli interni, disegnati tenendo conto delle lunghe inquadrature scorrevoli spesso usate dal regista, sono ispirati da varie abitazioni visitate durante la pre-produzione dalla Berghoff, compresa l'attuale casa della famiglia Perron. Per le pareti si decise di evitare di usare pitture, affidandosi invece a vari strati di intonaco. Se per le pareti non furono usati colori vivaci, per rimanere fedeli agli interni tipici dell'abitazione rappresentata nel film, alcuni piccoli oggetti d'arredamento hanno colori più brillanti, variando dal verde sbiadito al rosso ruggine. La cantina, il luogo più oscuro della casa, fu concepita sul modello dei classici ripostigli delle case della costa orientale degli Stati Uniti; segue quindi uno stile rudimentale, con rivestimenti sia in legno sia in pietra, e un pavimento in terra. Anche l'albero all'esterno dell'abitazione fu costruito dalla troupe; la scenografa lo presentò come un albero di pecan di 150 anni il quale ricorda una mano che esce dal terreno. Secondo la Berghoff è l'elemento più caratteristico del film, come lo erano stati gli occhi della casa del film Amityville Horror, e ben rappresenta la maledizione del terreno su cui giace. Costruito con l'aiuto della scultrice Katrina Johnson, è alto 15 metri e ha un diametro di quattro metri e mezzo.
Per quanto riguarda la bambola Annabelle, protagonista nelle prime scene del film, fu disegnata da Tony Rosen in modo che avesse un aspetto simile a quello umano, come richiesto dal regista; mentre il vestito che indossa, un abito da sposa degli anni 1940, fu concepito dalla costumista Kristin M. Burke. Annabelle, pur non essendo stata coinvolta nella storia dei Perron, era stata protagonista di un altro caso dei Warren anche nella realtà. Per motivi legati ai diritti commerciali, tuttavia, è molto diversa da quella con cui hanno avuto a che fare i Warren, la quale era una comune bambola Raggedy Ann.

### Costumi
I costumi furono curati da Kristin M. Burke. Poiché quasi tutto il film è ambientato all'interno della casa, gli abiti e le acconciature rivestivano fondamentale importanza per l'autenticità dell'anno in cui hanno luogo i fatti narrati. La Burke scelse gli abiti basandosi sulle molte fotografie rese disponibili da Lorraine Warren, così come alle molte altre trovate online. Secondo la costumista i Warren avevano uno stile diverso da quello tipico del periodo rappresentato nel film, mentre il personaggio di Lili Taylor ha uno stile che si evolve lungo la durata del film: se all'inizio la si vede indossare un abito molto femminile e floreale, in seguito indossa abiti sempre meno vivaci, i quali riflettono il suo stato d'animo sempre più dilaniato dagli eventi narrati. Per le scene girate al campus universitario vestì circa 300 persone con abiti d'epoca.

### Fotografia
Il direttore della fotografia è John R. Leonetti, che si avvalse di camere Arriflex Arri Alexa e lenti Leica. Leonetti spiegò di aver utilizzato una tavolozza di base, cercando di ottenere illuminazioni naturali; per la cantina usò una sola lampada da 250 watt, oltre ai fiammiferi usati dai protagonisti. Diverse riprese furono combinate in fase di post-produzione per creare uniche, lente sequenze. Per introdurre la nuova casa dei Perron, ad esempio, la famiglia viene prima inquadrata dall'alto, con una camera piazzata su una gru, all'esterno della casa intenta a scaricare i bagagli; subito dopo, con una steadicam, viene presentato il soggiorno della casa, per poi passare in cucina e quindi direttamente nella veranda sul retro. «L'intero ambiente è organicamente introdotto con un inquietante tono sommesso, in modo che la tensione possa aumentare da lì in poi», ebbe occasione di spiegare il direttore della fotografia. Anche se sembra una sola ininterrotta sequenza, si tratta di due riprese unite in fase di montaggio, nelle quali gli ingressi, sul set coperti da schermi verdi, vennero aggiunti in seguito come effetti visivi. Caratteristico è l'uso di un lento zoom per creare suspense, tipico dei film degli anni 1970. Il regista James Wan ebbe modo di apprezzare il lavoro di Leonetti paragonandolo a un dipinto su tela; secondo il regista il suo stile è molto classico, ricorda quello rinascimentale italiano e le tecniche di Rembrandt.
Mentre nella realtà i Warren giravano i loro filmati in formato 8 mm, Leonetti scelse di far usare ai personaggi del film il 16 mm, in grado poi di essere meglio proiettato su grandi spazi.

### Montaggio
Durante la fase di montaggio, curata da Kirk M. Morri, furono eliminate scene per circa 20-30 minuti; una prima versione del film che sfruttava tutto il materiale girato durava infatti poco più di due ore. Tuttavia, secondo il regista, si tratta di tagli che rientrano nella normale fase di montaggio e nessuna scena degna di essere inclusa tra i contenuti extra dell'edizione home video era stata eliminata.
I titoli di coda comprendono reali foto d'epoca sia della famiglia Perron sia dei Warren.

## Colonna sonora
La colonna sonora del film fu curata da Joseph Bishara, il quale aveva già lavorato con James Wan per Insidious. Bishara, il quale dichiarò di essere stato influenzato anche dalle opere di Dario Argento, John Carpenter e dalle composizioni di Howard Shore, è anche l'interprete di Bathsheba. Per fargli assumere l'aspetto dello spettro, i truccatori necessitavano più di cinque ore di lavoro.
Secondo Mike Todd, membro dell'ASCAP, la colonna sonora si caratterizza per la presenza di «una sfilza di laceranti dissonanze, incalzanti suoni elettronici e crescendi improvvisi».

### Album
Le musiche composte per il film vennero pubblicate dalla La-La Land Records il 16 luglio 2013; l'album comprende ventiquattro pezzi composti da Joseph Bishara e uno dal compositore Mark Isham. All'esecuzione di alcuni pezzi contribuì anche Diamanda Galás.

#### Tracce
1. The Conjuring – 1:01 (musica: Joseph Bishara)
2. Dead Birds – 0:35 (musica: Joseph Bishara)
3. Clap Game – 5:23 (musica: Joseph Bishara)
4. Witch Perch – 2:32 (musica: Joseph Bishara)
5. Maurice – 0:59 (musica: Joseph Bishara)
6. Touring Haunted Planes – 1:37 (musica: Joseph Bishara)
7. Taped Occurrences – 2:00 (musica: Joseph Bishara)
8. Black Bile – 1:04 (musica: Joseph Bishara)
9. She Saw Something – 1:10 (musica: Joseph Bishara)
10. Look What She Made Me Do – 0:35 (musica: Joseph Bishara)
11. Sleepwalker – 1:34 (musica: Joseph Bishara)
12. Wall Searching – 0:28 (musica: Joseph Bishara)
13. Hanging Drop – 2:14 (musica: Joseph Bishara)
14. Water Corpse Vision – 1:44 (musica: Joseph Bishara)
15. You Look Very Pretty – 1:49 (musica: Joseph Bishara)
16. Souls Pulled In – 1:43 (musica: Joseph Bishara)
17. Witch Comes Through – 1:29 (musica: Joseph Bishara)
18. Birds Pulled In – 1:15 (musica: Joseph Bishara)
19. Murderous Offering – 0:58 (musica: Joseph Bishara)
20. The Soaring Entities – 3:15 (musica: Joseph Bishara)
21. Ritual Casting – 3:25 (musica: Joseph Bishara)
22. Cellar Tone – 0:59 (musica: Joseph Bishara)
23. Annabelle – 3:32 (musica: Joseph Bishara)
24. Doll Box – 0:48 (musica: Joseph Bishara)
25. Family Theme – 4:35 (musica: Mark Isham)

Durata totale: 46:44

### Altri brani
La colonna sonora, come indicato nei titoli di coda del film, fa uso anche dei seguenti tre brani:
1. The Zombies – Time of the Season (Rod Argent)
2. Betsy Brye – Sleep Walk (John Farina, Santo Farina, Ann Farina e Don Wolf)
3. Dead Man's Bones – In the Room Where You Sleep (Ryan Gosling e Zach Shields)

## Promozione
Il film venne presentato la prima volta nel mese di ottobre 2012 al New York Comic Con, dove venne proiettato per i visitatori un primo filmato promozionale. Durante il mese seguente vennero diffuse le prime immagine promozionali, raffiguranti i personaggi di Ed e Lorraine Warren. Il 27 febbraio 2013 vennero distribuiti online il primo trailer e il primo poster ufficiale. Il 30 marzo un padiglione venne dedicato alla presentazione del film anche al WonderCon di Anaheim. La prima edizione italiana del trailer fu distribuita dal successivo 2 aprile.
Per tutta la campagna promozionale, il film venne insistentemente reclamizzato come «basato su una storia vera»; durante le settimane precedenti l'esordio nelle sale diversi teaser trailer e spot televisivi vedevano protagonisti anche la vera famiglia Perron. Una featurette vedeva anche Lorraine Warren e altri investigatori del paranormale spiegare alcuni degli eventi soprannaturali illustrati nel film.

## Distribuzione

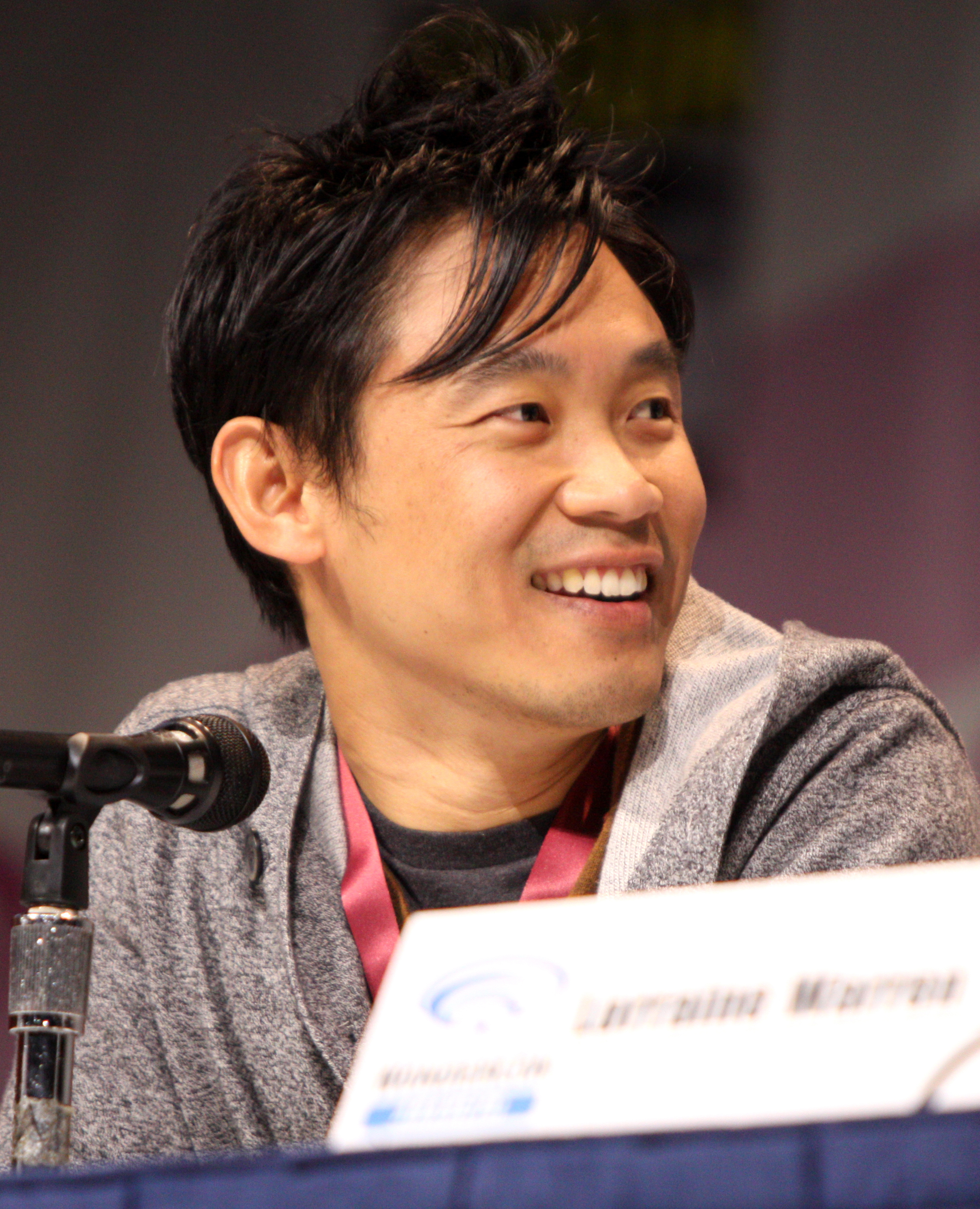
James Wan alla presentazione del film (WonderCon 2013 di Anaheim)

Dopo test screening molto positivi, i cui risultati, che mostravano circa il 90% del pubblico che aveva assistito alle anteprime giudicare il film «ottimo» o «eccellente», furono definiti da Variety «senza precedenti», la Warner Bros. programmò l'uscita del film nelle sale cinematografiche statunitensi per il 19 luglio 2013, un mese dopo l'esordio ufficiale al Los Angeles Film Festival del precedente 21 giugno.
La data d'uscita dell'edizione italiana, intitolata L'evocazione - The Conjuring, venne programmata per il 21 agosto 2013. Altre date d'uscita internazionali nel corso del 2013 sono:
- 18 luglio in Australia e Nuova Zelanda, con il titolo The Conjuring
- 19 luglio in Spagna, con il titolo Expediente Warren: The Conjuring
- 26 luglio in Polonia, con il titolo Obecnosc
- 1º agosto in Germania, con il titolo Conjuring - Die Heimsuchung
- 2 agosto nel Regno Unito, con il titolo The Conjuring
- 8 agosto in Argentina, con il titolo El conjuro
- 21 agosto in Francia, con il titolo Conjuring: Les dossiers Warren
- 22 agosto in Cile, con il titolo El conjuro
- 23 agosto in Finlandia, con il titolo Kirottu
- 30 agosto in Turchia, con il titolo Korku Seansi
- 5 settembre in Croazia, con il titolo Prizivanje
- 13 settembre in Brasile, con il titolo Invocação do Mal
- 19 settembre in Portogallo, con il titolo A Evocação
- 27 settembre in Sudafrica, con il titolo The Conjuring
- 11 ottobre in Giappone

### Divieti
Negli Stati Uniti, The Conjuring fu distribuito nelle sale con il visto censura Rating - R, il quale vieta la visione ai minori di 17 anni non accompagnati; l'apposizione di tale visto sorprese James Wan, in quanto la pellicola non è ricca di scene molto cruente o nudità. Il regista provò anche a chiedere un cambio del visto offrendosi di tagliare alcune scene, se ritenute troppo macabre, ma la Motion Picture Association of America specificò che eventuali tagli sarebbero stati inutili, in quanto è il film in sé a essere troppo pauroso per un pubblico adolescente.
In Germania e Spagna fu vietato ai minori di 16 anni; nel Regno Unito ai minori di 15 anni; mentre in Italia ai minori di 14 anni.

### Edizioni home video
L'edizione home video originale del film viene distribuita su DVD e Blu-ray, oltre che su piattaforme online di video on demand, dal 22 ottobre 2013 a cura della Warner Bros. Home Entertainment. Il cofanetto Blu-ray include le seguenti tre featurette, solo l'ultima delle quali presenti anche in quello DVD:
- The Conjuring: Face-to-Face with Terror
- A Life in Demonology
- Scaring the "@$*%" Out of You

## Accoglienza

### Incassi
L'evocazione - The Conjuring raccolse un ottimo riscontro di pubblico. Al suo esordio negli Stati Uniti, si affermò come il film horror con un visto censura "Restricted" (R) ad aver incassato di più sia in un giorno d'apertura, con circa diciassette milioni di dollari, sia in un intero week-end d'esordio, con quasi 42 milioni di dollari.
Il budget del film era di 20 milioni di dollari, e ha registrato un incasso di circa 137 milioni di dollari nei soli Stati Uniti e 319 milioni di dollari in tutto il mondo.

### Critica
( Chris Tookey, Daily Mail)
Il film fu accolto positivamente dalla critica. Justin Chang su Variety lo definì «uno straordinariamente piacevole horror vecchia scuola, uno dei thriller più efficaci e intensi della storia recente». Il critico, che giudicò molto ben riuscita la scenografia di Julie Berghoff, apprezzò la regia del film, spiegando come James Wan sia riuscito a ottenere un ottimo bilanciamento tra le scene che sfruttano il potere della suggestione e quelle che si affidano a un horror più intenso e aggressivo. Il New York Times lo presentò come un film con casa infestata «straordinariamente efficace», mentre per il Chicago Sun-Times è dotato di un livello di scrittura e recitazione che si vedono raramente in film dello stesso genere.
Il Chicago Tribune valutò il film con tre stelle e mezzo su quattro. Per il quotidiano statunitense, secondo cui la regia ricorda lo stile di Robert Altman, si tratta del «miracolo dell'anno»; un Amityville Horror del nuovo secolo, ma molto meglio riuscito del film del 1979. Per USA Today, che lo presentò come uno dei film di case infestate e possessioni demoniache più paurosi degli ultimi anni, la sua quiete, la costante costruzione di suspense e la splendida fotografia rievocano le opere del cinema horror degli anni 1970, come L'esorcista. Il The Hollywood Reporter, oltre alla regia, apprezzò molto le interpretazioni del cast, in particolare quella di Vera Farmiga, la scenografia di Julie Berghoff, i costumi di Kristin M. Burke e la colonna sonora di Joseph Bishara. Secondo il Miami Herald si tratta di uno dei film più autenticamente spaventosi che un grande studio abbia prodotto da molto tempo; anche Rolling Stone lo giudicò molto pauroso, valutandolo con tre stelle su quattro. Bruce Diones sul New Yorker giudicò la sceneggiatura convincente e la regia da applausi, spiegando come Wan sia riuscito ad assemblare gli eventi soprannaturali in una «piccola sinfonia hitchcockiana di terrore». Tra le testate ad accogliere meno positivamente la pellicola ci fu invece il sito IndieWire, per il quale la sua seconda metà soffre la presenza di molti cliché. A tal proposito Ed Gonzalez su Slant Magazine scrisse: «Anche se The Conjuring rivendica di essere basato su una storia vera, in realtà è basato su ogni film horror che l'ha preceduto».
Nel Regno Unito il Daily Mail lo valutò con quattro stelle su cinque, spiegando come il raccontare la storia dai punti di vista di due diverse famiglie abbia dato al film un maggiore senso di realismo. Secondo il quotidiano londinese, pur senza rivoluzionare il genere horror o ricorrere a scene molto violente, è un film autenticamente spaventoso, dotato inoltre di un elemento non comune tra i film horror: l'essere plausibile. Il Telegraph, invece, pur considerandolo un buon film, spiegò come il rifarsi al cinema horror del passato rappresenta un limite al potenziale effetto pauroso del film per chi ha già visto gli horror classici, specialmente quelli a tema casa infestata. In Spagna Hoy Cinema, edito da ABC, apprezzò come il film riesca a offrire una storia di forte impatto senza gli eccessi tipici dei blockbuster hollywoodiani. Per Susana Peral, critica di Cineralia, la pellicola, dotata di spettacolari scene di tensione, racchiude il meglio dei film horror del passato; la giornalista apprezzò molto le interpretazioni del cast, le scenografie, le musiche e i costumi. In Italia Repubblica lo presentò come «l'opera più realistica firmata da James Wan», mentre il Corriere della Sera definì il film «una cronaca familiare crescente di paura e tensioni».

## Riconoscimenti
Il film ha ottenuto i seguenti riconoscimenti:
- 2013 - Fright Meter Award
  - Premio per il miglior film
  - Premio per la miglior regia a James Wan
  - Premio per il miglior cast corale
  - Premio per la miglior attrice non protagonista a Lili Taylor
  - Premio per la miglior fotografia a John R. Leonetti
  - Candidatura per il miglior trucco
  - Candidatura per i migliori effetti speciali
- 2013 - Key Art Awards
  - Candidature nelle categorie miglior trailer e miglior tecnica audio/visiva
- 2013 - Hollywood Film Festival
  - Candidatura per l'Hollywood Movie Award a James Wan
- 2014 - Saturn Award
  - Saturn Award per il miglior film horror
- 2014 - Empire Awards
  - Empire Award per il miglior horror
- 2014 - Critics' Choice Movie Award
  - Candidatura per il miglior film di fantascienza o horror
- 2014 - MTV Movie Awards
  - Candidatura per la performance più terrorizzante a Vera Farmiga
- 2014 - People's Choice Awards
  - Candidatura per il miglior film horror
- 2014 - Golden Trailer Awards
  - Premio per il miglior film horror
  - Premio per il miglior spot televisivo horror
  - Candidatura per il miglior doppiaggio in uno spot televisivo
- 2014 - Fangoria Chainsaw Award
  - Premio per il miglior film di larga distribuzione
  - Premio per la miglior attrice non protagonista a Lili Taylor

## Citazioni e riferimenti
- In un dialogo del film viene fatto riferimento al processo alle streghe di Salem.[86]
- In una sequenza si vede la televisione dei Perron trasmettere la serie televisiva La famiglia Brady (The Brady Bunch).[19][87]
- Nella scena iniziale si vede il pupazzo con i piatti del film Il dono del diavolo (The Devil's Gift, di Kenneth J. Berton)
- Alcune scene iniziali con protagonista la bambola Annabelle ricordano la prima parte del film Dead Silence, anch'esso diretto da James Wan.[87]
- La scena in cui molti uccelli neri si schiantano contro il casale dei Perron è un omaggio al film Gli uccelli (The Birds).[88]
- La palla che si muove autonomamente in cantina è un omaggio a Changeling.[89]
- Alcune inquadrature delle ante dell'armadio ricordano le porte della casa de Gli invasati (The Haunting).[87]
- Il riflesso a spirale del carillon ricorda alcune scene di Ricatto (Blackmail).[87]
- Altre sequenze, come l'inquadratura di un televisore che mostra un effetto neve, ricordano Poltergeist - Demoniache presenze.[87][90]
- Nelle ultime scene del film è presente un accenno a un nuovo caso per i Warren a Long Island, lo stesso luogo in cui è ambientato, a qualche anno di distanza, Amityville Horror.[87]

## Sequel e spin-off

### Sequel
Il 16 luglio 2013 il presidente della New Line Cinema Toby Emmerich annunciò che lo sviluppo di un sequel era già avviato, con la scrittura della sceneggiatura ancora affidata ai fratelli Carey e Chad Hayes. Emmerich confermò inoltre che, considerata la moltitudine di storie soprannaturali legate a Ed e Lorraine Warren, The Conjuring poteva rappresentare l'inizio di una saga. Sia Vera Farmiga sia Patrick Wilson, il cui contratto per il primo film già prevedeva un'opzione per almeno un seguito, secondo le intenzioni dei produttori torneranno quindi a vestire i panni dei coniugi Warren alle prese con un altro dei loro numerosi casi.
Il 25 febbraio 2014 era stato annunciato che il sequel avrebbe esordito nelle sale cinematografiche statunitensi il 23 ottobre 2015. Tuttavia, nel seguente mese di ottobre la data d'uscita fu rinviata al 2016, con le riprese programmate per l'estate 2015 e la regia nuovamente affidata a James Wan. Il film, The Conjuring 2 - Il caso Enfield, è uscito il 23 giugno 2016.
Nel 2021 è uscito nei cinema The Conjuring - Per ordine del diavolo, terzo capitolo della saga principale diretto da Michael Chaves.

### Spin-off
Nel mese di novembre 2013 fu annunciata anche la produzione di uno spin-off, Annabelle, incentrato sull'omonima bambola protagonista di alcune scene del film. Diretto da John R. Leonetti (direttore della fotografia di The Conjuring) che vede tra i protagonisti Annabelle Wallis, Ward Horton e Alfre Woodard, è uscito nelle sale statunitensi il 3 ottobre 2014, mentre in quelle italiane il giorno precedente. Nel 2017 uscì nelle sale il seguito: Annabelle 2: Creation. Un ulteriore sequel, Annabelle 3 (con Patrick Wilson e Vera Farmiga nei panni dei coniugi Warren) è uscito nelle sale italiane il 3 luglio 2019.
Il 15 giugno 2016 è stato annunciato l'avvio dello sviluppo di un ulteriore spin-off intitolato The Nun - La vocazione del male, incentrato sulla suora demoniaca Valak, antagonista del secondo film della serie principale. È scritto da David Leslie Johnson e prodotto da James Wane Peter Safran. La regia è stata affidata a Corin Hardy ed è stato distribuito nelle sale italiane a partire dal 20 settembre 2018. Nel 2019 è uscito nelle sale La Llorona - Le lacrime del male, considerato uno spin-off della saga in quanto collegato al film Annabelle. Nel settembre del 2023 è uscito The Nun II, sequel dell’omonimo film, che riguarda sempre Valak.